# A Sunset Panorama
A Sunset Panorama è un album del gruppo svedese post-rock Logh. È stato pubblicato nel 2005.

## Tracce
1. String Theory – 1:53
2. Fell into the Well – 3:43
3. A Sunset Knife Fight – 4:09
4. Destinymanifesto – 2:45
5. Asymmetric Tricks – 4:02
6. Bring on the Ether – 3:16
7. The Big Sleep – 4:07
8. Trace Back the Particle Track – 4:13
9. Ahabian – 3:21
10. My Teachers Bed – 4:05
11. The Smoke Will Lead You Home – 4:19
12. Exit – 1:36